# Rúben Juárez
Rúben Juárez (5 de novembro de 1947 - 31 de maio de 2010) foi um bandoneonista, compositor e cantor de tango argentino.